# Automobiles Bignan
Bignan (Біньян) — з 1918 року французький виробник автомобілів. Штаб-квартира розташована в місті Курбевуа. У 1926 році компанію купує фірма Société La Cigogne, а у 1928 році - фірма Mécanique-Outillage-Pièces détachés. У 1931 році компанія припинила виробництво автомобілів.

## Жак Біньян. Заснування компанії

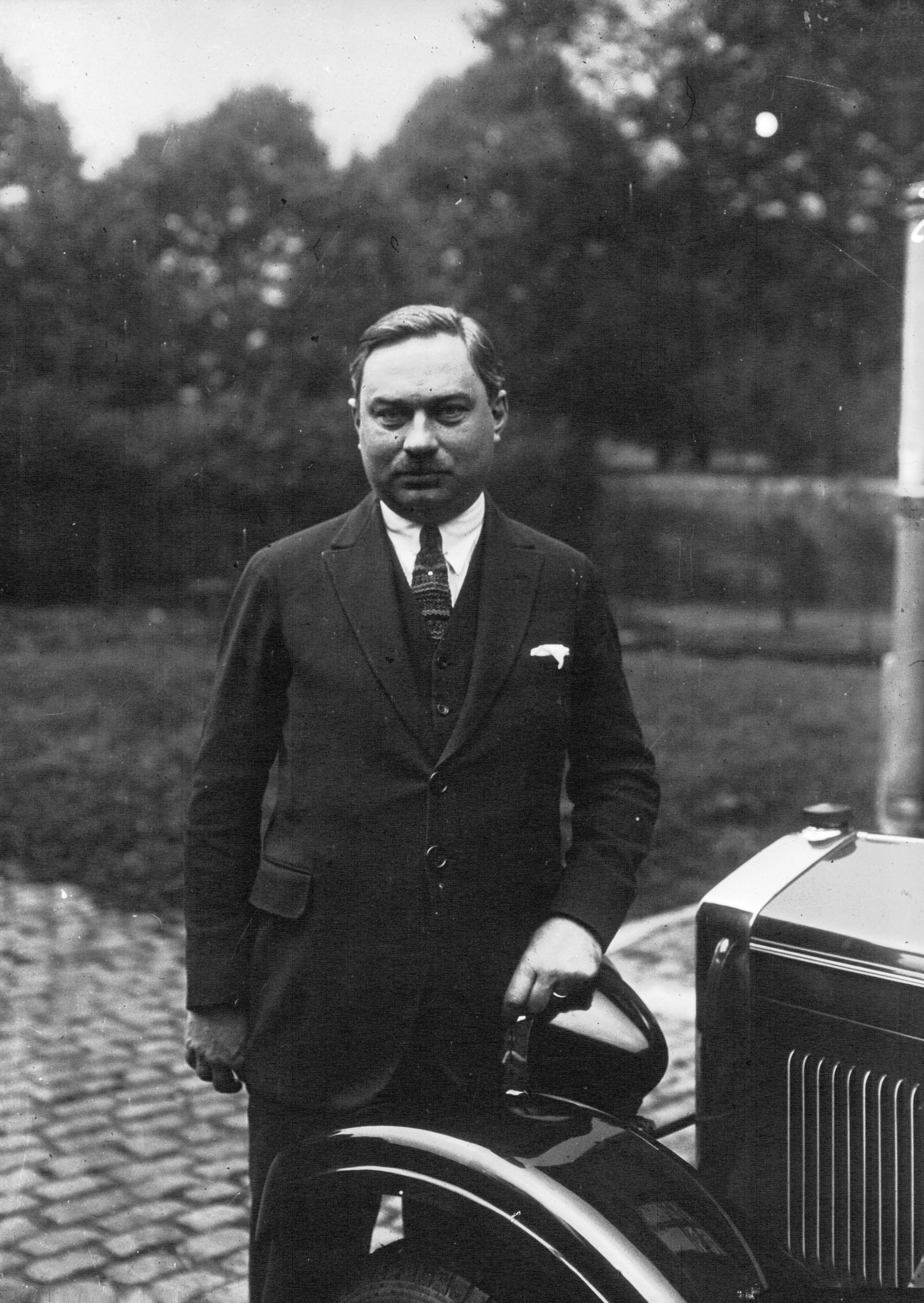
Жак Біньян

Жак Біньян ще під час Першої світової війни випускав двигуни для декількох машинобудівних компаній. А вже після закінчення бойових дій цей заповзятливий конструктор вирішив виготовляти власні автомобілі, для яких і став використовувати створювані ним двигуни. Перші автомобілі Жака Біньяна виготовлялися на колишньому підприємстві компанії Gregoire, завод якої розташовувався в Пуассі.

## Початок виробництва автомобілів

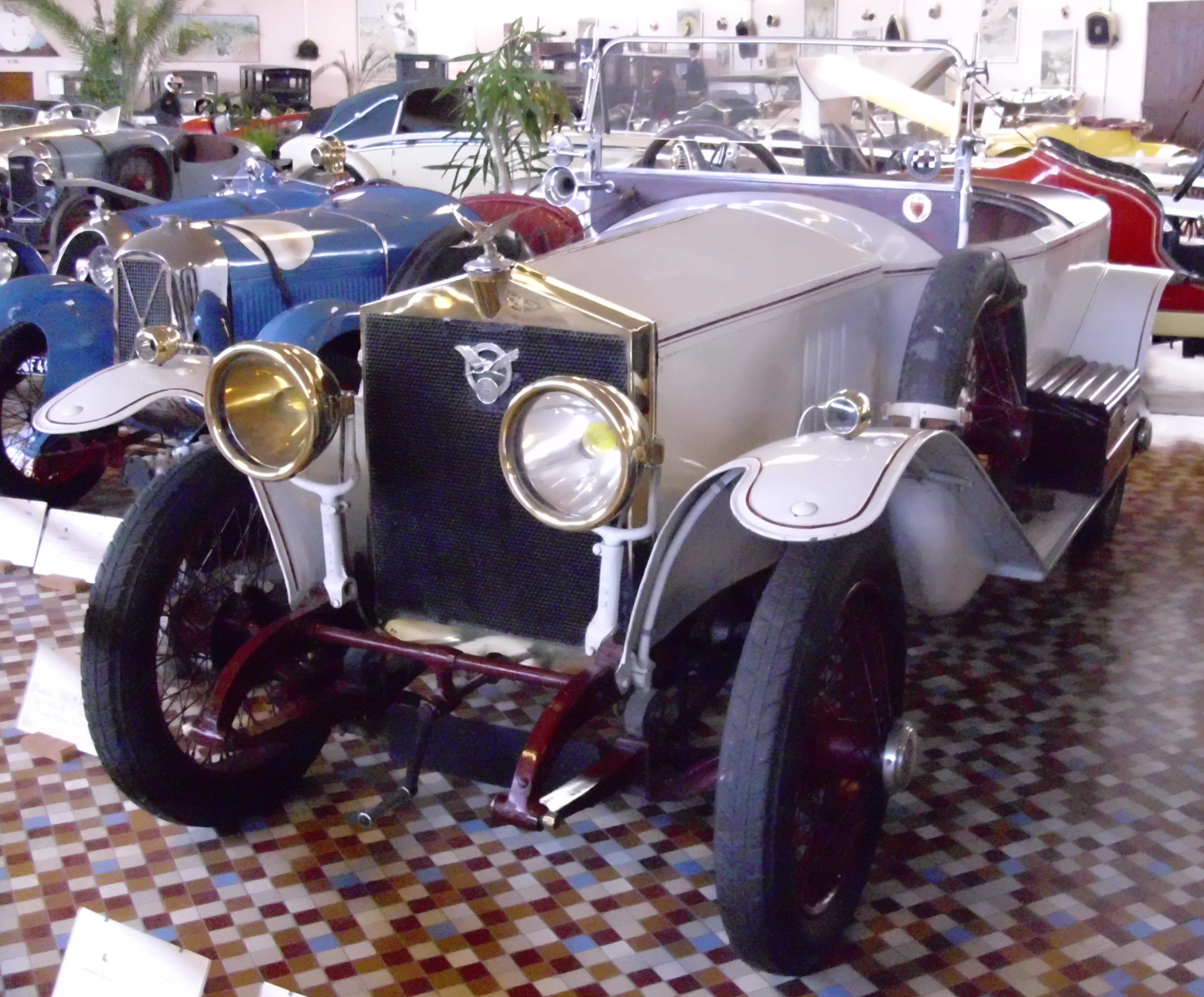
Bignan Sport

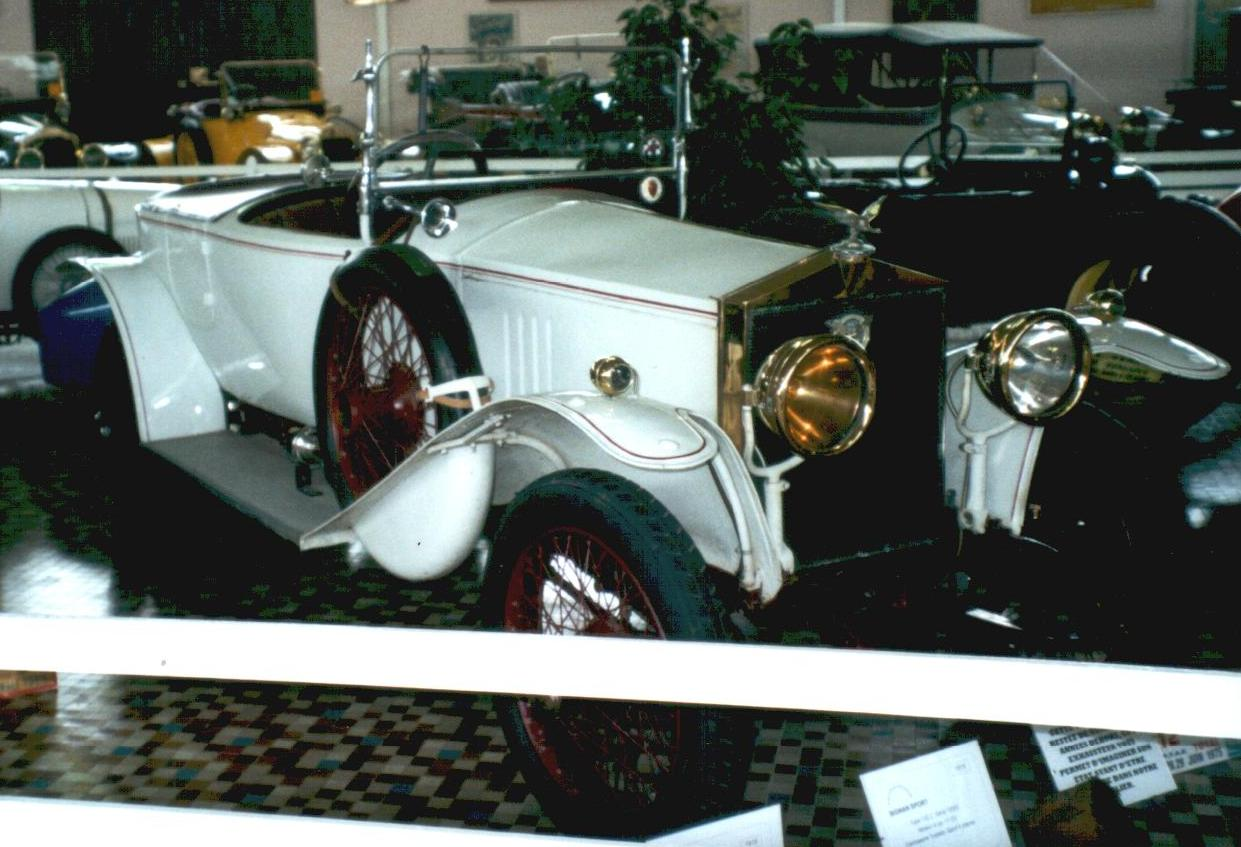
Bignan Sport

Першою моделлю фірми Bignan став автомобіль Bignan Sport, який був випущений 1920 року. Модель Bignan Sport була оснащена 4-циліндровим двигуном з робочим об'ємом 3 літри і потужністю 50 кінських сил. Максимальна швидкість цього авто сягала 100 кілометрів на годину, але вона вимагала більш стійкої моделі шасі, яка з'явилася 1921 року одночасно з гальмами на всіх колесах.

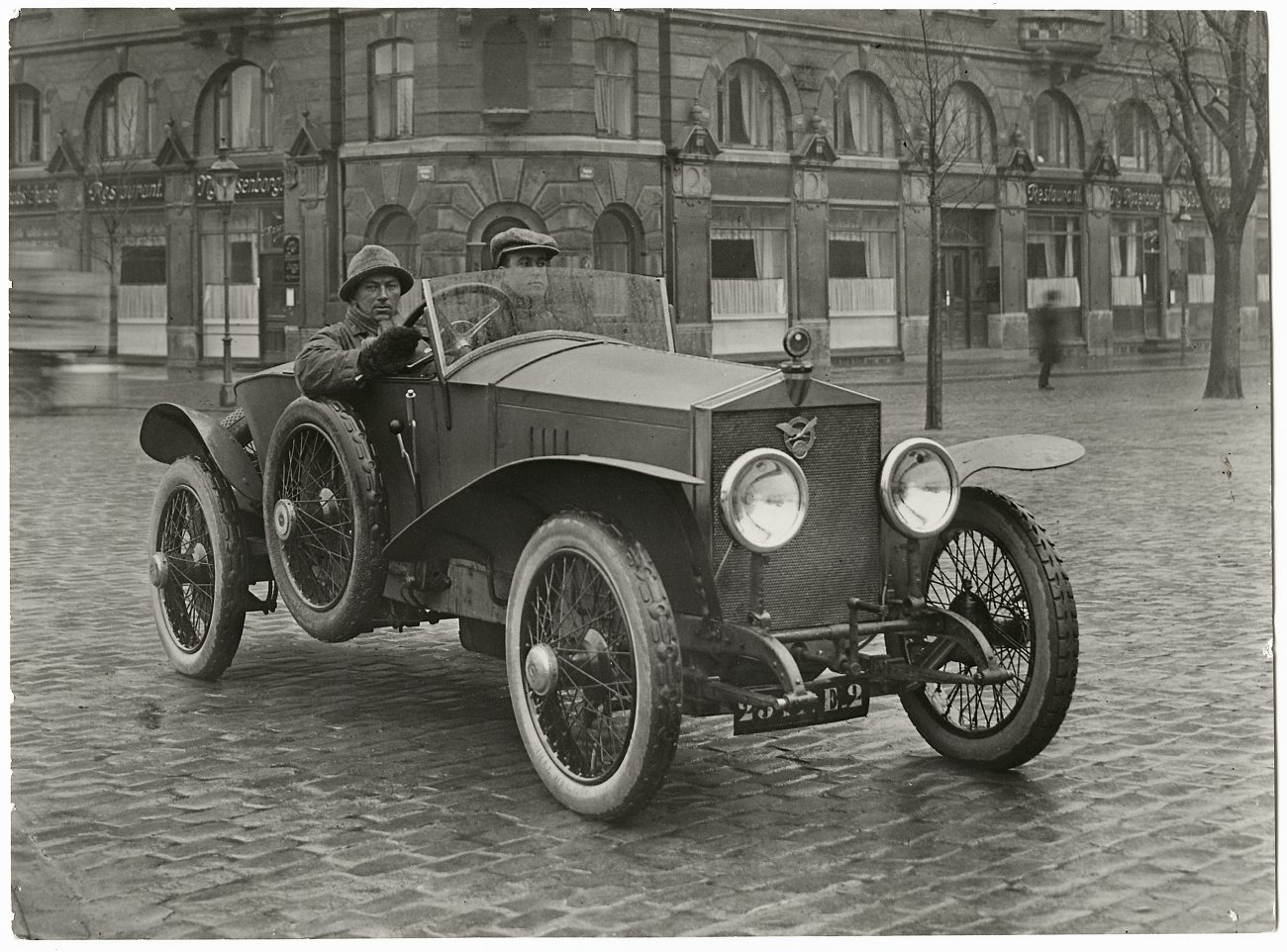
Bignan B Sport

У той же час Жак Біньян почав розробку іншої моделі Bignan В Sport, яка відразу здобула велику популярність. До сих пір вважається, що цей автомобіль є прикладом класичного спортивного авто Франції 1920-х років. Модель Bignan В Sport оснащувалася рядним 4-циліндровим двигуном, робочим об'ємом 3,5 літра, з діаметром циліндра 92 мм і ходом поршня 130 мм. Клапани на двигуні розташовувалися збоку. Коробка передач встановлювалася механічна 4-ступінчаста, підвіска спортивної машини Bignan В Sport була на напівеліптичних ресорах. Гальма, якими оснащувалася ця модель, були барабанними на всіх колесах і на трансмісії. Автомобіль складався на лонжеронній рамі, маючи відкритий спортивний кузов, і міг розвивати швидкість до 110 кілометрів на годину.

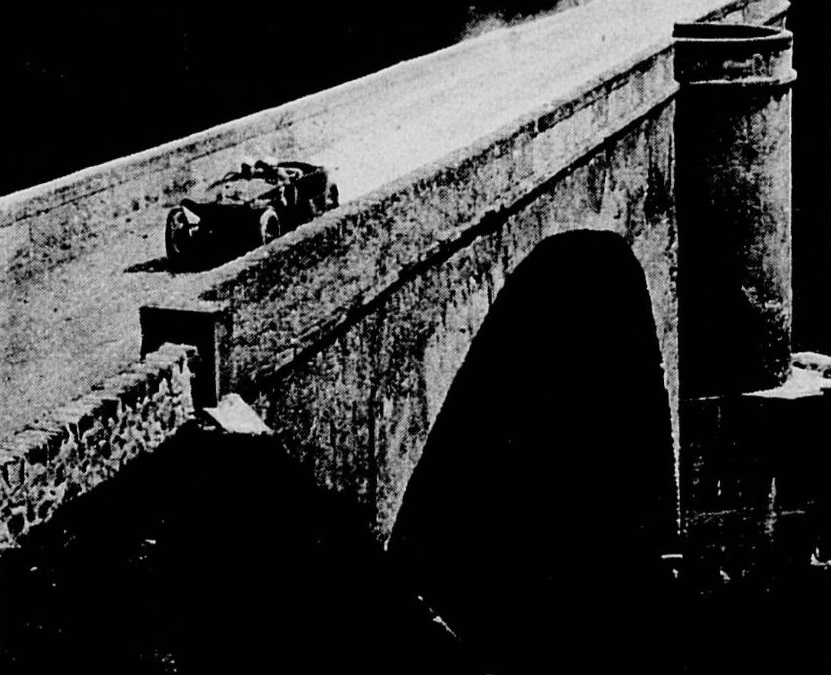
Альберт Гайот на Гран-прі Корсики 1921 року за кермом Bignan

У цілому з 1920 року Жак Біньян брав активну участь у розробці саме гоночних автомобілів. Однією з перших таких моделей стала так звана «вуатюретка», оснащена 4-циліндровим двигуном, робочим об'ємом 1,4 літра. Ця машина брала участь у змаганнях автомобілів, маса яких не перевищувала 500 кілограм. Вважається, що модель все ж мала свої недоробки, але, тим не менш, перший гоночний автомобіль Біньяна посів друге місце в змаганнях на Великий приз Франції, при цьому перемогу здобула машина марки Bugatti.

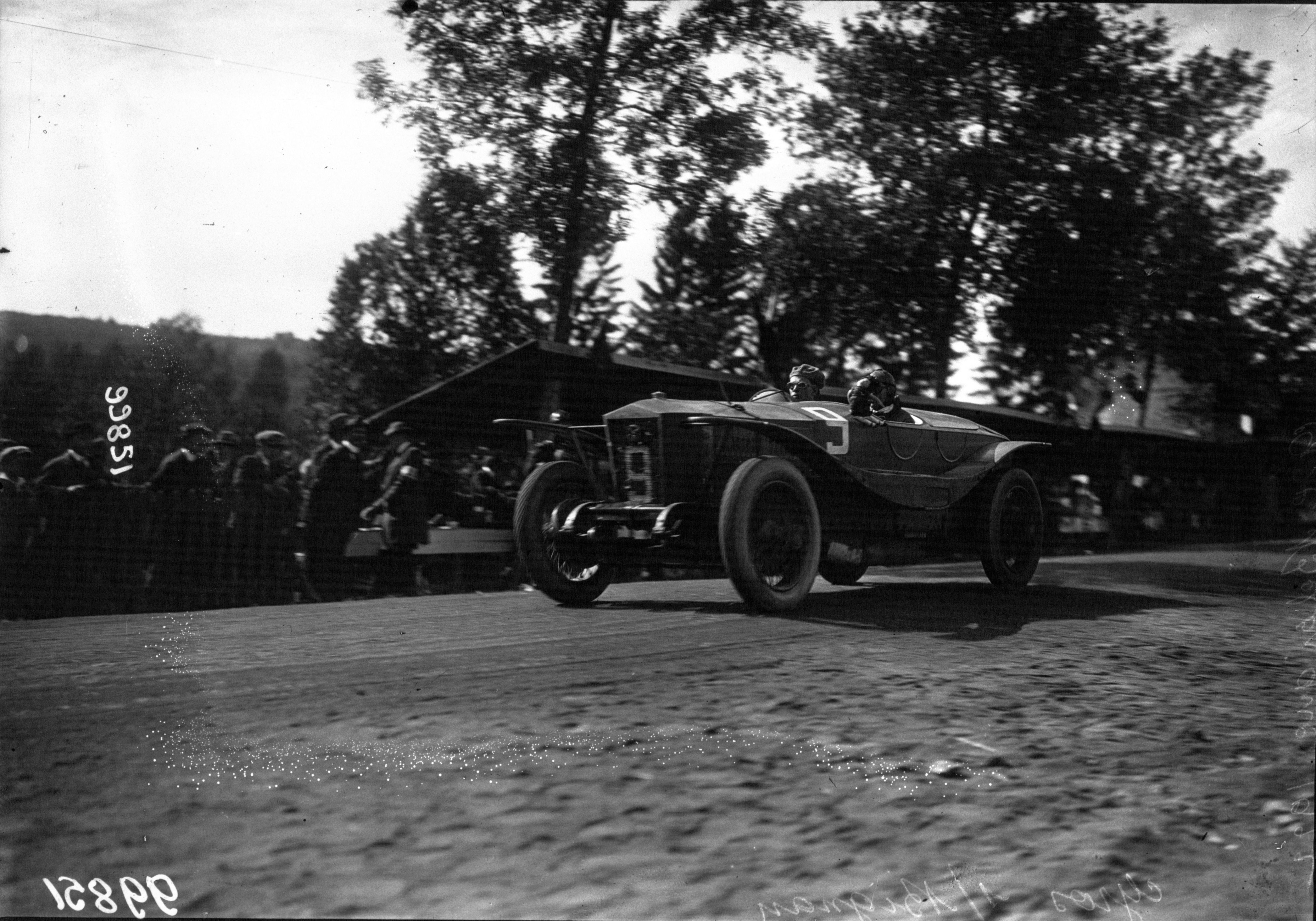
Bignan на Гран-прі Бельгії 1922 року

20-ті роки ХХ століття виявилися досить доброчинними для Жака Біньяна - модельний ряд його автомобілів досить серйозно розширився. Найбільш популярними стали дві машини, які випустили 1922 року. Однією з них стала «вуатюретка», оснащена двигуном з робочим об'ємом 1,1 літра, вироблена за ліцензією французької компанії Salmson (модель Salmson AL3). Дана машина була дорогою і гучною для свого класу, але це не завадило їй бути дуже затребуваною.
Іншою відомою моделлю став автомобіль Bignan 11CV з двигуном, робочим об'ємом 2 літри, який 1925 року став випускатися і в спортивному варіанті. Одночасно з розробкою спортивної моделі Bignan 11CV з'явилися і модифікації її дволітрового двигуна: спочатку оснащений мотор з верхнім розподільним валом випускався з двома або чотирма клапанами на циліндр.
Інженер Козан Брійян, який працював на той час у компанії Bignan, розробив новий двигун з десмодромним приводом клапанів. Але виробництво і використання цього мотора виявилося досить дорогим і недоцільним, оскільки сам двигун був далеко не найнадійнішим. Однак, розробка 16-клапанного двигуна, здійснена цим же інженером, принесла результати. Автомобіль, оснащений таким мотором, що мав потужність 75 кінських сил, став фаворитом у багатьох змаганнях 1923-1925 років. Гонки, в яких ця машина ставала переможцем, проводилися в Спа і Ле-Мані, а також у Монлері, де був встановлений ряд рекордів за участю автомобіля з 16-клапанним двигуном.

## Припинення виробництва автомобілів. Закриття компанії
Компанія збанкрутувала 1926 року і була придбана фірмою Société La Cigogne, після чого Жаку Біньяну довелося покинути компанію. Кілька власників послідовно купували і намагалися зберегти компанію, яка до 1928 року вже була в руках Mécanique-Outillage-Pièces détachés (MOP), виробника інструментів та автозапчастин. Два автомобілі, що тепер продавалися під назвою MOP-Bignan, ще пропагувались на Паризькому автосалоні в жовтні 1928 року.
1927 року були випущені автомобілі Bignan Sport і Bignan Super Sport, оснащені 6-циліндровими двигунами, які згодом були замінені восьмициліндровими, виробленими італійською фірмою S.C.A.P.. Ці моделі, як і Bignan 11CV, пропонувалися до продажу аж до 1931 року. Але фінансові труднощі, які різко виникли у компанії в цей період часу, стали головним чинником повного припинення виробництва.

## Перемоги Bignan у змаганнях
- Перемога Альберта Гайота на Гран-прі Корсики 1921 року

- Перемога Едуардо Мартіна на Гран-прі Гіпускоа на трасі Ласарте 1923 року та Анрі-Жульєна Меттиса 1924 року

- У 24 години Ле-Мана з 1923 по 1926 роки. Кращий результат був третім місцем в першому виступі компанії 1923 року з Полом Гросом і Реймондом де Торнако (Bignan 11HP Desmo Sport 2,0 l) за кермом

- Перемога французів Моріса Беке та Анрі Спрінгуеля в першому виступі на 24 годинах Спа 1924 року

- Перемога бельгійця Жака Едуарда Ледора на ралі Монте-Карло 1924 року

- Перемога "Гурі" на першому Гран-прі Комменжа на трасі Комменжа 1925 року

- Перемога П'єра Клауса на першому Гран-прі Ла-Марну на трасі Реймс-Гу 1925 року

- Перемога Мартіна та Меттиса у категорії 2.0 на 24 годинах Спа 1925 року (четверте місце в загальному заліку)

- Перемога П'єра Клауса на Гран-прі Німеччини 1926 року (категорична)

- Підйом на пагорб у Пуа 1924 року (Рамус)

- Узбережжя Гемпена (Базель) 1924 року (Шрівер, з 4-циліндровим двигуном)

- Друге місце у підйомі на пагорб Беллон-д'Альзас 1924 року в категорії аматорського туризму 2.0 л

- Спринт у Кроненбурзі 1924 року (Біскард)

- Світовий рекорд: 3 000 км на автодромі Монлері 1924 року (рік його побудови) з П'єром Гросом та П'єром Клаусом за кермом, середня швидкість - 124 км/год

## Список автомобілів Bignan
- 1920 - Bignan Sport
- 1921 - Bignan B Sport
- 1922 - Bignan 1.1-litre
  - Bignan 11CV
- 1927 - Bignan Sport
  - Bignan Super Sport

## Список автомобілів MOP-Bignan
- 1928 - MOP-Bignan Sport
  - MOP-Bignan Super Sport
  - MOP-Bignan 11CV